# Henri Brasseur
Henri Brasseur (Liegi, 13 agosto 1918 – Liegi, 22 maggio 1981) è stato un pittore e fotografo belga.

## Biografia
Henri Brasseur nacque a Liegi. A sedici anni, dopo gli studi secondari presso la Scuola media Jonfosse, nel 1934 entrò all'Académie royale des beaux-arts di Liegi, dove in seguito insegnerà, per imparare il disegno e seguire così il mestiere paterno di incisore litografo. Nell'Accademia fu allievo di Auguste Mambour, Adrien Dupagne e Edgar Scauflaire.
Vinse il Grand Prix de Rome belga del 1943, e questo segnò l'inizio della sua carriera e gli aprì le porte dell'insegnamento.
Benché riconosciuto ed apprezzato dai suoi pari, la sua opera resta malgrado tutto poco nota al grande pubblico: personaggio soggetto a stati depressivi, solitario e assai poco socievole, espose molto poco: qualche mostra personale a Liegi al "Circolo di belle arti" e all'"Associazione per il Progresso Intellettuale e Artistico della Wallonia" e qualche Salon, fra cui quelli della "Jeune Peinture Belge" a Parigi, a  La Haye, a Zurigo e a Stoccolma.

Fu, anzitutto, un pittore dei giovani e della giovinezza, e si espresse in uno stile classico ma essenziale e monumentale.
La sua ultima opera pittorica, il "Tiratore olimpionico", oggi conservata nel "Museo di belle arti di Liegi", data il 1964. Poi, stanco della pittura, si lasciò catturare dalla fotografia e in particolare dalla produzione di diapositive.

Henri Brasseur morì a sessantatré anni il 22 maggio del 1981.

## L'artista
Alla perenne ricerca della vita, che giunge alla sua piena dimensione fiorente nella giovinezza, Henri Brasseur non smise di celebrarla e di sublimarne ogni aspetto. Allievo di Auguste Mambour, assumerà del suo maestro i caratteri della monumentalità, un vivo senso della composizione ben strutturata e una grandissima esigenza plastica. 
Eccellente disegnatore, e in seguito titolare del Corso superiore di disegno all'Accademia di belle arti di Liegi, si sentì a un certo punto etichettato come tale e, per ricordare che egli era innanzitutto un pittore, realizzò il quadro "Mythe de la forme et de la couleur", smentendo così l'opinione diffusa secondo la quale un artista può essere un pittore oppure un disegnatore, ma non le due cose assieme. Dipinse, disegnò e fotografò solo dei soggetti giovani.
Nonostante i suoi problemi di salute (ansia, depressione, angoscia patologica) non perse mai il senso dello stupore davanti alla vita. Ma, progressivamente, la pittura divenne per lui insopportabile.

Grazie ad uno dei suoi allievi, Jean-Claude Vandormael, incisore e fotografo, scoprì la fotografia. Brasseur, però, usava dipingere e disegnare senza un modello, mentre in fotografia ne occorre almeno uno. Utilizzò allora una piccola bambola di porcellana che era appartenuta a sua suocera. La riprese in centinaia di diapositive, realizzate lungo diversi anni: una bambola sotto tutti gli aspetti, in tutte le stagioni, con tutte le luci, in tutte le sue acconciature, in tutti gli ambienti, senza o con i suoi gioielli. A volte donna, a volte bambina, a volte semplicemente bambola: un'opera poetica, un'esperienza unica.
 
Esaurito, consumato questo soggetto, Brasseur sentì il bisogno di tornare ai soggetti viventi. Il Marché de la Batte à Liège, dove i perditempo gironzolano numerosi e facili a sorprendere: sarà questo il suo terreno principale di caccia.
Ciò che lo meravigliava erano più questi giovani soggetti sconosciuti che non le foto che egli faceva loro. Queste, infatti, non erano altro per lui che una memorizzazione di ciò che i suoi occhi avevano visto. L'autentica opera d'arte è la vita. Ed è in questa concezione il compimento della logica, la conclusione del suo percorso di artista.

## Alcune opere
- Li côp d'pêd qui fait l'bon hotchet (canto wallone), 1942, Teatro del Trianon
- Cow-boy,1946, Ministero della Cultura - Amministrazione delle Belle Arti, Bruxelles
- Trompette, 1947, Museo di belle arti di Liegi
- La Paix, 1951, Museo di belle arti di Liegi
- Ceux-là,1955, Museo dell'Arte Wallone, - Angleur
- Tireur Olympique, 1964, Museo di belle arti di Liegi
- Nature morte, Palazzo dei Principi-Vescovi di Liegi

## Premi
- 1938: Prix Marie di pittura decorativa
- 1940: Prix Marie di Arti applicate
- 1941: Prix Marie di pittura da cavalletto
- 1942: Prix Halbart
- 1943: Prix Marie per il disegno
- 1943: Primo Prix de Rome di pittura